# Neottiglossa tumidifrons
Neottiglossa tumidifrons är en insektsart som beskrevs av Downes 1928. Neottiglossa tumidifrons ingår i släktet Neottiglossa och familjen bärfisar. Inga underarter finns listade i Catalogue of Life.